# Cratere Zwicky
Zwicky è un cratere lunare intitolato all'astronomo svizzero Fritz Zwicky. Si trova sul lato della luna nascosto, ad ovest del cratere Aitken, ed è attaccato al bordo occidentale del cratere Vertregt. Attaccato al limite settentrionale di Zwicky si trova il cratere Heaviside. Si tratta di una formazione considerevolmente erosa con un bordo ed un interno irregolari. Porzioni del bordo meridionale sono ancora in piedi, ma il resto è stato quasi completamente cancellato.
Il cratere 'Zwicky N', situato al centro di Zwicky, ha un fondo relativamente scuro se comparato con il terreno circostante. Questo cratere più piccolo ha un contorno poligonale con pareti interne relativamente levigate. Il fondo interno è composto da un materiale con un'albedo più bassa dalla superficie crepata. Si pensa che ciò sia causato dal raffreddamento di materiale fuso, o forse da un movimento tettonico. Informalmente lo si chiama "fondo di cratere a tartaruga" (in inglese, "turtleback crater floor").

## Crateri correlati
Alcuni crateri minori situati in prossimità di Zwicky sono convenzionalmente identificati, sulle mappe lunari, attraverso una lettera associata al nome.
| Zwicky | Latitudine | Longitudine | Diametro |
| ------ | ---------- | ----------- | -------- |
| N      | 16,1° S    | 167,4° E    | 30 km    |
| R      | 18,3° S    | 163,4° E    | 28 km    |
| S      | 16,3° S    | 162,6° E    | 44 km    |